# Polany (powiat nowosądecki)

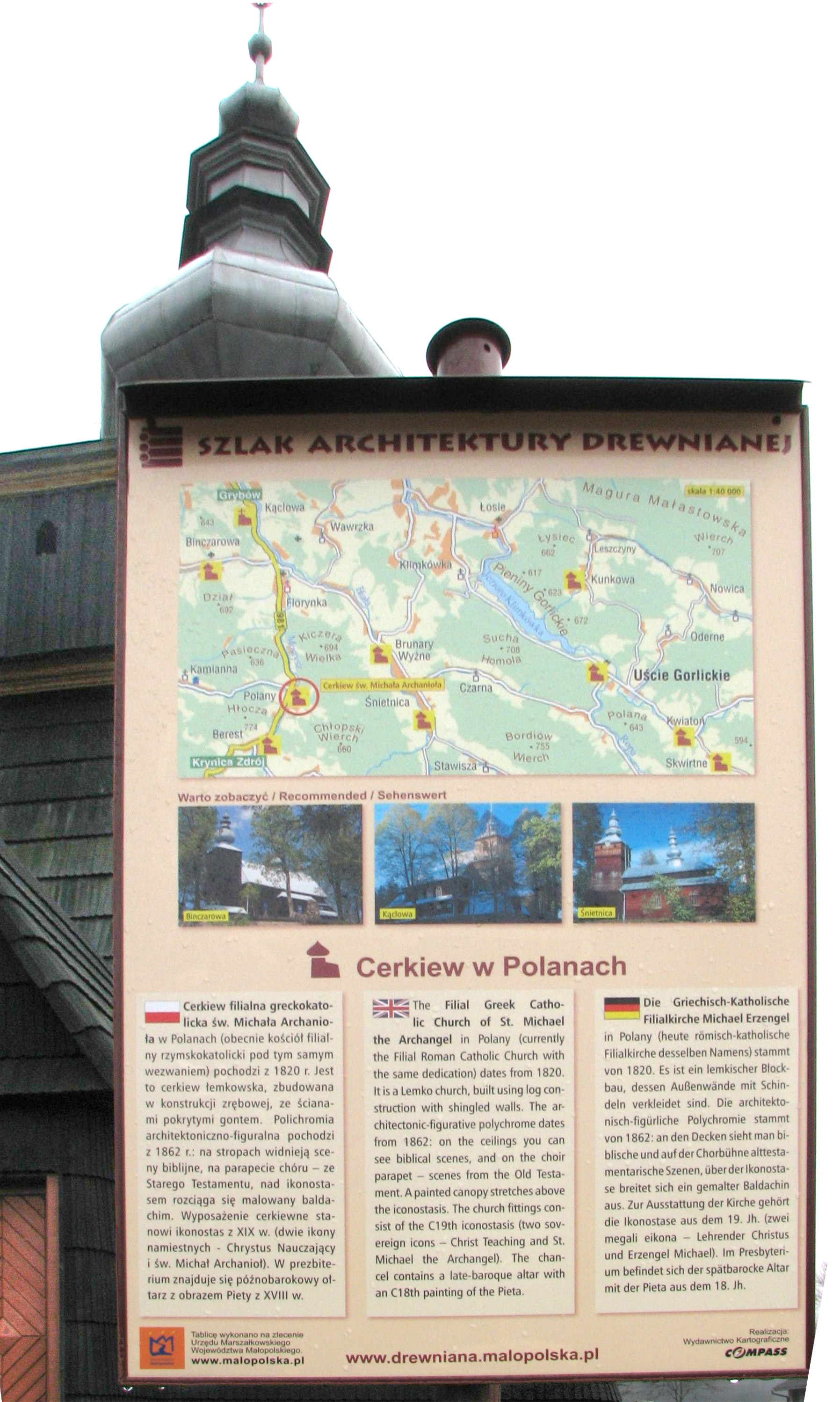
Tablica informacyjna przy cerkwi w Polanach

Polany (j. łemkowski Поляны) – wieś w Polsce położona w województwie małopolskim, w powiecie nowosądeckim, w gminie Krynica-Zdrój.
W latach 1975–1998 miejscowość położona była w województwie nowosądeckim.

## Położenie
Wieś położona jest na wysokości około 450 m n.p.m. w dolinie potoku Mostysza i jego dwóch dopływów: Piorunki i Kamiannej. Polany znajdują się przy drodze wojewódzkiej nr 981 między Grybowem a Krynicą-Zdrój.
Wieś otoczona jest szczytami:
- Hłocza (774 m n.p.m.)
- Głęboki (630 m n.p.m.)
- Kiczera Wielka (694 m n.p.m.)
- Sołtysi Wierch (607 m n.p.m.)
- Chłopski Wierch (660 m n.p.m.)

## Części wsi
| SIMC    | Nazwa        | Rodzaj     |
| ------- | ------------ | ---------- |
| 0437292 | Pod Kamianną | przysiółek |
| 1051293 | Równie       | część wsi  |
| 1051301 | Sołtystwo    | część wsi  |

## Historia
Polany osadził 27 listopada 1574 roku Jaśko Waśkowicz z Florynki na mocy przywileju, nadanego przez biskupa krakowskiego Franciszka Krasińskiego. Wieś ta, podobnie jak inne osady Państwa Muszyńskiego powstała na prawie wołoskim i została zasiedlona przez Łemków.
Po rozbiorach Polski w 1781 roku, Polany przeszły na rzecz skarbu austriackiego.
Po II wojnie światowej ludność łemkowska została wysiedlona częściowo na tereny ZSRR (1945 r.) i ziemie odzyskane (akcja „Wisła” 1947 r.).

## Zabytki
Obiekty wpisane do rejestru zabytków nieruchomych województwa małopolskiego.
- Cerkiew pw. św. Michała Archanioła, obecnie kościół filialny;
- zagroda regionalna nr 46.

### Inne zabytki
We wsi zachowały się jeszcze pozostałości dawnych łemkowskich budynków gospodarskich. W jednym z nich Eugeniusz Forycki zebrał sprzęty gospodarstwa domowego z przełomu XIX i XX wieku. W skład zabudowań wchodzą: zagroda, spichlerz, drewniany wiatrak i chyże. Obecnie własność prywatna.

## Demografia
Ludność według spisów powszechnych, w 2009 wg PESEL.
| Rok    | 1900 | 1921 | 1931 | 2002 |
| Liczba | 57   | 51   | 60   | 89   |

| Zwierzęta | Konie | Bydło | Owce | Świnie |
| Liczba    | 37    | 281   | 60   | 67     |

## Ochotnicza straż pożarna
Ochotnicza Straż Pożarna w Polanach działa od 1984 roku i posiada samochód bojowy Magirus Deutz 170D11.